# Zoo Dortmund
Zoo Dortmund, voluit Zoologischer Garten der Stadt Dortmund, is de dierentuin van de Duitse stad Dortmund in de deelstaat Noordrijn-Westfalen, die werd geopend op 1958. In de dierentuin worden ongeveer 1500 dieren uit circa 240 soorten gehouden. Zoo Dortmund is vooral bekend om de grote collectie Zuid-Amerikaanse diersoorten.

## Beschrijving
Zoo Dortmund is ingedeeld voor het zogenoemde "Geozoo"-principe, waarbij diersoorten uit hetzelfde deel van de wereld in hetzelfde gedeelte van de dierentuin worden gehouden. Diersoorten van alle continenten zijn in Zoo Dortmund vertegenwoordigd, hoewel het zwaartepunt bij Zuid-Amerika ligt.

### Zuid-Amerika
Het Zuid-Amerikaanse gebied bestaat grofweg uit drie delen: het Amazonas-Haus, Südamerika-Wiese met omliggende verblijven en de roofdierverblijven. Het Amazonas-Haus bestaat uit drie etages, die elk een gedeelte van het bos vertegenwoordigen: de eerste etage staat voor de rivier de Amazone zelf met verschillende aquaria, de tweede etage staat voor de bosbodem met bodembewonende vogels en goudhazen (Dasyprocta leporina), en de derde etage staat voor de boomtoppen met vrijvliegende vogels en verschillende verblijven voor klauwapen en reptielen.

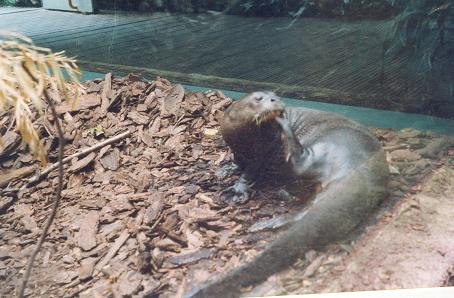
Reuzenotter

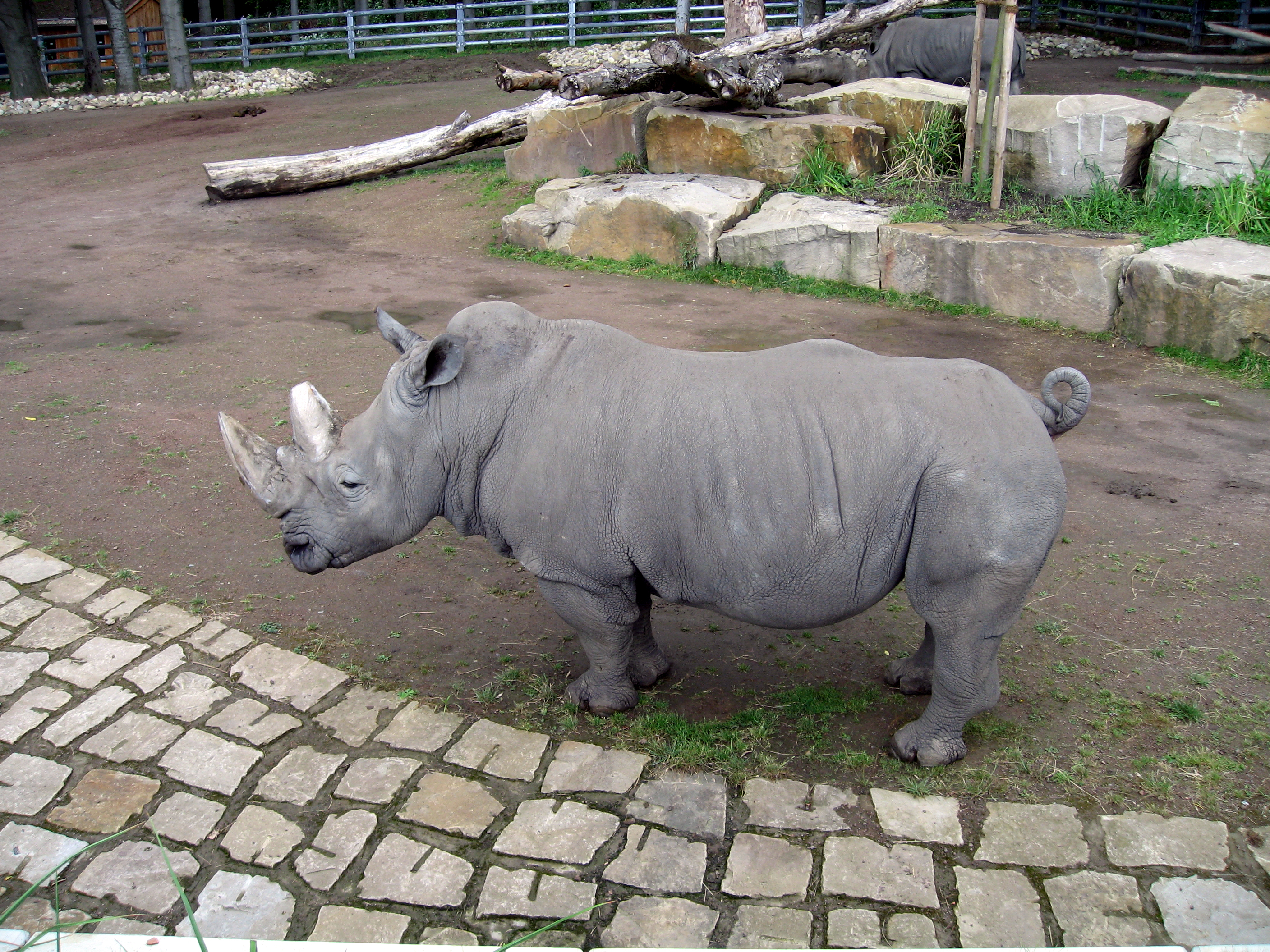
Witte neushoorn

De Südamerika-Wiese wordt bewoond door guanaco's (Lama guanicoe), laaglandtapirs (Tapirus terrestris) , capibara's (Hydrochoerus hydrochaeris), nandoes (Rhea americana) en Chileense poedoes (Pudu pudu). In de omliggende verblijven leven reuzenmiereneters (Myrmecophaga tridactyla), en vicuña's (Vicugna vicugna). Het Tamandua-Haus ligt naast de Südamerika-Wiese en dit gebouw biedt onderdak aan verschillende kleine zoogdieren waaronder de tamandoea (Tamandua tetradactyla), de naamgever van het gebouw, en vogelsoorten als de hyacinth ara (Anodorhynchus hyacinthinus) en de konijnuil (Athene cunicularia).
Onder de Zuid-Amerikaanse roofdieren in Zoo Dortmund bevinden zich enkele zeldzame soorten zoals de reuzenotter (Pteronura brasiliensis), de boshond (Speothos venaticus) en de tijgerkat (Leopardus tigrinus).

### Andere continenten
De overige continenten zijn minder sterk vertegenwoordigd. Australische soorten in Zoo Dortmund zijn onder andere de rode reuzenkangoeroe (Osphranter rufus) en de hoendergans (Ceoropsis novaehollandia). Afrika wordt vertegenwoordigd door onder meer paardantilopen (Hippotragus equinus), zwarte neushoorns (Diceros bicornis), wilde honden (Lyaceon pictus) en de in dierentuin zeer zeldzame angolagiraffen (Giraffa camelopardalis angolensis). Axisherten (Axis axis), indische antilopen (Antilope cervicapra), siamangs (Symphalangus syndactylus) en dholes (Cuon alpinus) zijn enkele Aziatische soorten in Zoo Dortmund. Europa wordt vertegenwoordigd door onder andere wisents (Bison bonasus), edelherten (Cervus elaphus), wasbeerhonden (Nyctereutes procyonoides) en verschillende vogelsoorten. Zoo Dortmund is regelmatig betrokken bij de herintroductie van de vale gier (Gyps fulvus) en de lammergier (Gypaetus barbatus) in Europese berggebieden.

## Fokprogramma's
Het park neemt deel aan meerdere internationale fokprogramma's en coördineert en beheert de EEP-stamboeken voor de reuzenmiereneter, de Zuid-Amerikaanse zeebeer, de Kaapse pelsrob, de manenduif en de goudparkiet.